# NGC 1267
NGC 1267 је елиптична галаксија у сазвежђу Персеј која се налази на NGC листи објеката дубоког неба.
Деклинација објекта је + 41° 28' 3" а ректасцензија 3h 18m 44,8s. Привидна величина (магнитуда) објекта NGC 1267 износи 13,1 а фотографска магнитуда 14,1. NGC 1267 је још познат и под ознакама UGC 2657, MCG 7-7-55, CGCG 540-92, PGC 12331.